# 나무 (음악 그룹)
나무는 대한민국의 2인조 트로트 그룹이다.

## 방송
- 내일은 미스터트롯 (2020) - Top47

## 음반
- CEO (2015)
- 싱포유 - 다섯번째이야기 하나보단 둘이 좋아 (2017)
- 싱포유 OST (2017)
- 사랑꾼 (2017)